# Horst Lichters Traumrouten
Horst Lichters Traumrouten ist eine Reise-Reportage, die erstmals am 25. Dezember 2021 im ZDF ausgestrahlt wurde und Nachfolger von Horst Lichter sucht das Glück ist. In der ersten Folgen begeben sich Fernsehkoch Horst Lichter und Schauspieler Kai Wiesinger auf eine Motorradreise durch Europa. Dort begegnen sie Promis wie Hans Sigl und geben Tipps für Gaststätten oder Sehenswürdigkeiten. Außerdem testen sie kulinarisch die jeweilige Gegend und Lichter führt regional typische Rezepte vor.
In der zweiten Folge, die am 1. Januar 2024 ausgestrahlt wurde, fährt Horst Lichter von Südtirol zur Lagune von Venedig. Ab dem Kalterer See ist er statt per Motorrad in einer offenen Limousine unterwegs und fährt damit durch einen Tunnel, in dem eine Szene aus dem Spielfilm James Bond 007: Ein Quantum Trost spielt.
| Route | Begegnungen                    |
| --- | ------------------------------ |
| Lechbruck (Deutschland) – Neuschwanstein und Voralpenland (Deutschland) – Lermoos, Zugspitzregion (Österreich) – Wamberg (Garmisch-Partenkirchen) und Maria Rast (Deutschland) – Riegsee (Deutschland) – Kaisertal (Österreich) – Ellmau am Wilden Kaiser (Österreich) – Über die Kaunertaler Gletscherstraße (Österreich) – Latsch (Italien) – Schnalstal (Italien) – Über Meran und Bozen zur Seiser Alm (Italien) – Über Bozen zurück nach Meran (Italien) | Hans Sigl, Hilde Van den Dries |

| Route | Begegnungen                                   |
| --- | --------------------------------------------- |
| Meran – Hafling – Bozen – Tramin und Kalterer See – Riva del Garda – Über den Gardasee nach Punta San Vigilio – Verona – Bassano del Grappa – Venedig – Per Boot nach Murano und Burano | Dorothea Wierer, Judith Williams, Julia Jäger |